# Spaceshuttleprogramma

Space Shuttle

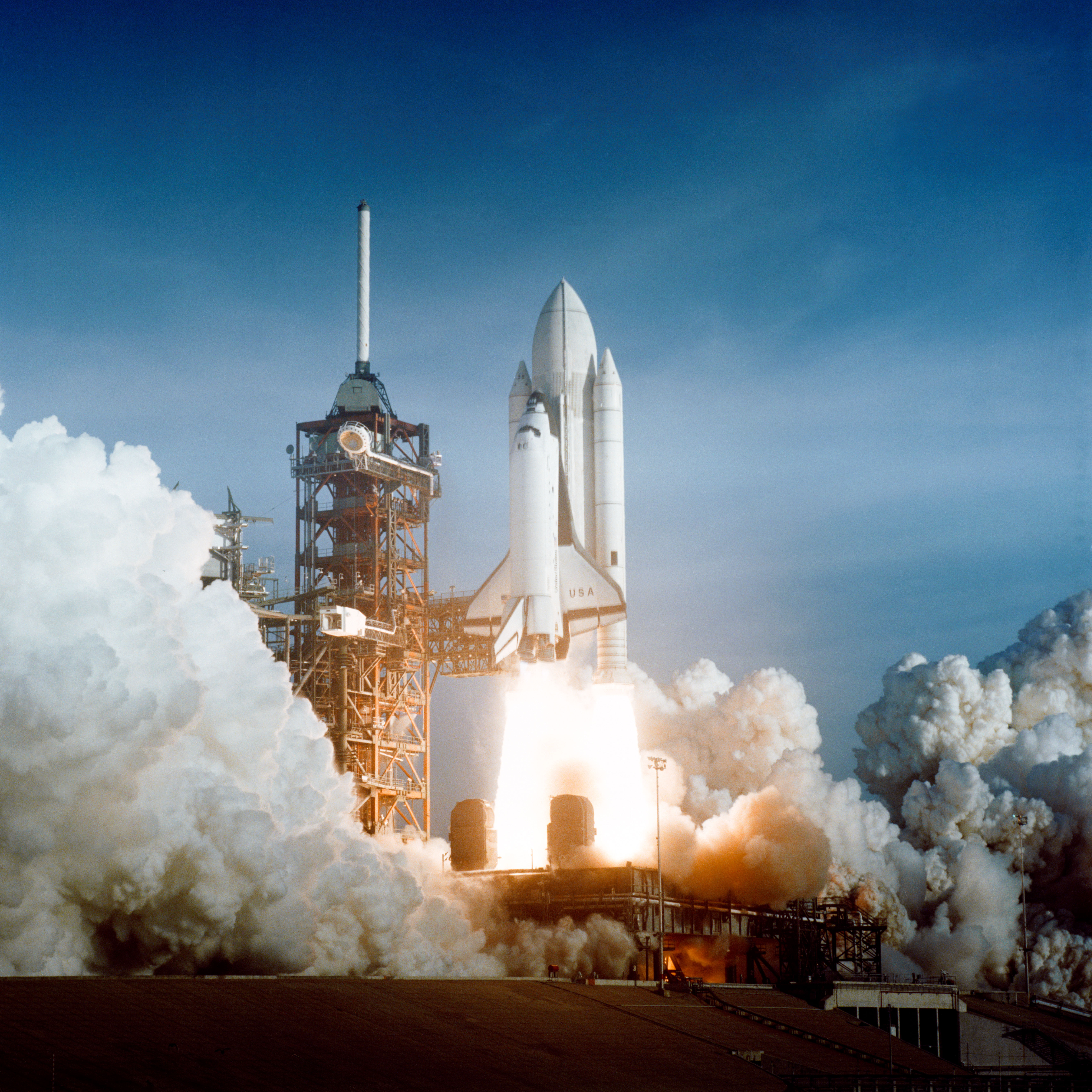
Eerste lancering van een spaceshuttle: Columbia, op 12 april 1981

Het spaceshuttleprogramma was een Amerikaans ruimtevaartprogramma om mensen en vracht naar de ruimte te brengen door middel van ruimteveren (space shuttles).
De Amerikaanse ruimtevaartorganisatie NASA begon midden jaren 70, met hulp van de Amerikaanse luchtmacht, aan de ontwikkeling van de spaceshuttle (officieel Space Transportation System genoemd – STS). De gedachte achter de ontwikkeling van het STS was het bouwen van een herbruikbaar ruimteschip om goedkoop en op regelmatige basis ruimtemissies te kunnen vliegen. De structuur van de spaceshuttle is op het moment van lancering: een roestkleurige externe tank, twee slanke Solid Rocket Boosters en het ruimteveer, een gevleugeld ruimtevaartuig, de spaceshuttle in enge zin.
NASA heeft in totaal vijf ruimtewaardige spaceshuttles laten bouwen: Atlantis, Challenger, Columbia, Discovery en Endeavour. Daarnaast liet NASA ook drie niet-ruimtewaardige spaceshuttles bouwen: Enterprise, Explorer en Pathfinder. Enterprise en Pathfinder werden gebouwd als testobjecten en werden niet ingezet voor ruimtevluchten. Explorer is een tentoonstellingsreplica die voor het bezoekerscentrum van Kennedy Space Center werd gebouwd. Op 12 april 1981 was Columbia het allereerste ruimteveer dat in een baan rond de aarde werd gebracht. Daarna volgden Challenger (1983), Discovery (1984) en Atlantis (1985). Endeavour (1992) werd gebouwd ter vervanging van Challenger, die in 1986 verongelukte.
In totaal, tot aan eind juli 2011, zijn er 135 missies gevlogen. Daarvan zijn er twee fataal afgelopen, waarbij alle bemanningsleden en passagiers om het leven kwamen. Op 28 januari 1986 explodeerde Challenger 73 seconden na de lancering, waarna er geen commerciële satellieten meer met een spaceshuttle vervoerd mochten worden. Op 1 februari 2003 verongelukte Columbia als gevolg van een beschadiging van het hitteschild, waardoor het ruimteschip de terugkeer in de atmosfeer niet overleefde. Het gevolg was, dat er beslist werd dat in 2010 de spaceshuttles uit de vaart zouden worden genomen. De resterende shuttlemissies zouden worden gebruikt om het internationaal ruimtestation ISS (International Space Station) af te bouwen. Eén missie werd een uitzondering: STS-125 ging in mei 2009 omhoog voor de laatste onderhoudsmissie aan de ruimtetelescoop Hubble.
STS-133, met als eerste verwachte lanceerdatum 16 september 2010, zou oorspronkelijk de laatste missie van het spaceshuttleprogramma zijn. Op 19 juni 2008 werd echter besloten tot een extra missie, STS-134, en nog later werd daar STS-135 aan toegevoegd. STS-135 vertrok op 8 juli en landde op 21 juli 2011. Daarmee kwam het ruim 30-jarig durende programma ten einde.
De drie overgebleven ruimtewaardige shuttles staan nu evenals de drie niet-ruimtewaardige shuttles tentoongesteld in musea in de Verenigde Staten. Discovery staat in het Steven F. Udvar-Hazy-centrum van het National Air and Space Museum in Chantilly, naast Dulles International Airport. Enterprise, die daar reeds tentoongesteld stond, werd daarop overgebracht naar het Intrepid Sea, Air & Space Museum in New York.
Atlantis staat tentoongesteld op het bezoekerscentrum van het Kennedy Space Center in Florida. Explorer, die daar sinds 1993 stond, werd overgebracht naar Space Center Houston en in 2013 omgedoopt tot Independence. Endeavour staat nu in de hangar van het Californian Science Center, in Palmdale (vlak bij de fabriek waar deze shuttle in 1991 werd geassembleerd). Het ruimteschip zal later samen met twee SRB’s en de laatst gebouwde externe tank worden toegevoegd aan het Samuel Oschin Air and Space Center, naast het Science Center, dat bijna afgebouwd is.
Pathfinder bleef staan waar hij al sinds 1988 tentoongesteld staat: het U.S. Space & Rocket Center in Huntsville.

## Inleiding
Het idee van een herbruikbaar ruimtevaartuig dateert van de jaren zestig en zeventig van de twintigste eeuw. De spaceshuttle was belangrijk voor het Internationale ruimtestation ISS. Vergeleken met andere raketten kon de spaceshuttle met meer bemanning en een hogere frequentie het ruimtestation bezoeken en bemanning afzetten en ophalen, en ook een grote lading meenemen. Voor het ontwerp van de spaceshuttle was NASA verantwoordelijk. De shuttle werd gebouwd door Rockwell International, later overgenomen door Boeing. De vaste brandstofraketten (zijraketten) werden geleverd door Morton Thiokol (sinds 2007 ATK, in 2014 Orbital ATK en sinds 2018 Northrop Grumman Innovation Systems) en de grote roestbruine brandstoftank werd gemaakt door Martin Marietta, nu Lockheed Martin. Vanaf 1995 werd het beheer en het onderhoud van de spaceshuttle door NASA uitbesteed aan het consortium USA (United Space Alliance) bestaande uit Lockheed Martin en Boeing.
De eerste spaceshuttle die gebouwd werd was op 17 september 1976 klaar en heet Enterprise. Enterprise is alleen gebruikt voor testvluchten in de atmosfeer van de aarde; deze spaceshuttle had geen motoren en geen hitteschild en is dus nooit de ruimte in gelanceerd. Het is wel de enige spaceshuttle die in het Belgische en het Nederlandse luchtruim geweest is: in het kader van een Europese promotietoer bezocht Enterprise in 1983 onder andere de Paris Air Show. Op weg naar Londen vloog zij op de rug van een Shuttle Carrier Aircraft over onder meer Brussel, Antwerpen en Amsterdam en langs het strand van Zandvoort.
De eerste spaceshuttle die de ruimte in gelanceerd werd, was Columbia. Haar eerste ruimtereis STS-1 begon op 12 april 1981 vanaf Kennedy Space Center in de Amerikaanse staat Florida. Deze shuttle verongelukte op 1 februari 2003 bij de terugkomst in de dampkring van missie STS-107.
De spaceshuttles werden gelanceerd met een zeer grote afkoppelbare externe brandstoftank voor de hoofdmotoren van de shuttle en twee grote stuwraketten die op vaste brandstof werken en die bij het eerste stadium van de lancering de meeste stuwkracht leveren. Bij het terugkeren in de atmosfeer remde de shuttle af door de wrijving met de lucht, waarbij veel warmte vrijkwam. Het ruimteveer landde als een zweefvliegtuig zonder eigen motoren. Bij het laatste deel van de landing werd een remparachute gebruikt om sneller vaart te minderen op de landingsbaan.
Na de landing - op een willekeurig vliegveld - werd de Orbiter op een aangepaste Boeing 747, een Shuttle Carrier Aircraft, getild en teruggebracht naar Cape Canaveral.

## Onderdelen

### Externe tank en boosters
Bij het eerste deel van de lancering van de spaceshuttle werd de meeste stuwkracht geleverd door de twee vaste-brandstofraketten, zogeheten Solid Rocket Boosters (SRBs). Deze waren na twee minuten leeg en werden dan afgestoten. Ze landden aan parachutes in de Atlantische Oceaan waarna ze werden geborgen, opgeknapt en hergebruikt.
Vanaf 7 seconden voor de lancering werkten tevens de drie RS-25-hoofdmotoren van de shuttle zelf (de Orbiter), gevoed met brandstof uit de externe brandstoftank. Dit was een lichte tank met vloeibare zuurstof van −180 °C en vloeibare waterstof van −250 °C. Tijdens de lancering werden deze vloeistoffen naar de hoofdmotoren gepompt, waar ze verdampen en de waterstof met de zuurstof reageert (verbrandt). Daarbij ontstaat veel waterdamp. Door de goede warmtegeleidbaarheid van metaal wordt de buitenkant van de tank al snel bijna net zo koud als de inhoud. Daarom is de externe tank voorzien van een dikke laag isolatieschuim. Zonder dat zou zich veel ijs vormen door aanvriezing van waterdamp uit de buitenlucht. Een groot deel van dit ijs zou lostrillen bij de lancering en een gevaar vormen voor het hitteschild van de shuttle.
Ongeveer acht minuten na de lancering was de externe tank leeg en werd deze afgeworpen. In tegenstelling tot de andere delen van de spaceshuttle, werd de externe tank niet hergebruikt. Na het afstoten van de externe brandstoftank duurde de lancering nog zo'n twee minuten; de hoofdmotoren van de spaceshuttle werden dan niet meer gebruikt, kleinere hypergolische AJ10-190-motoren zorgden voor de nog benodigde stuwkracht.
Bij de eerste twee lanceringen met Columbia, in 1981, was de grote brandstoftank wit gespoten, om warmte van buitenaf te weren, omdat men toen dacht dat dit een negatief effect zou hebben op de koele brandstoffen binnenin de tank. Dit bleek achteraf onnodig en men spaarde zo'n 300 kilo gewicht aan verf uit.
Het isolerende schuim op de externe brandstoftank werd erop gespoten, waarna het uithardde. Het schuim diende naast hitteschild ook als beperking voor de ijsafzetting op de externe tank. Tijdens de lancering braken soms delen van het isolatieschuim af, al dan niet bedekt met ijs dat op het schuim ontstaat door de grote kou. Tijdens de lancering van STS-107, met de Columbia, werd de linkervleugel geraakt door zo'n stuk loslatend isolatieschuim. De impact hiervan was veel groter dan men tot op dat moment dacht; Het isolatieschuim sloeg een gat in de vleugel, ter grootte van een attachékoffer. Bij de terugkeer van de Columbia, op 1 februari 2003, sloeg hete plasma van de atmosfeer het gat in de vleugel binnen en verteerde zo langzaam het ruimteveer van binnenuit. De shuttle brak uit elkaar bij terugkeer in de atmosfeer op 60 kilometer hoogte. Daarom besloot NASA per 2011 (in eerste instantie 2010) van de spaceshuttle af te stappen en een ruimtevaartuig te ontwikkelen dat niet naast maar op de bovenkant van een eveneens nieuw te ontwikkelen draagraket geplaatst moest worden, zodat dit grote probleem zou verdwijnen.
Voor lanceringen vanaf Vandenberg Air Force Base vanwaar de ruimteveren naar een polaire baan zouden worden gelanceerd waren lichtere SRB’s ontworpen. De boostersegmenten van deze SRB’s waren vervaardigd uit koolstofvezel in plaats van staal. Door de lichtere boosters had de spaceshuttle sneller kunnen accelereren. Dit was nodig om te compenseren voor het ontbreken van de impuls van de Aarde bij dit type lanceringen. Na het Challengerongeluk in 1986 werden lanceringen vanaf Vandenberg die later dat jaar zouden beginnen uitgesteld en uiteindelijk afgeblazen. Twee reeds gebouwde koolstofvezel-boosters zijn samen met het test-artikel Pathfinder tentoongesteld op het U.S. Space & Rocket Center in Huntsville Alabama.

### Hoofdaandrijving
De hoofdaandrijving bestond uit drie herbruikbare raketmotoren van het type RS-25 (toentertijd vooral bekend onder de naam Space Shuttle Main Engines, SSME's) die werken op vloeibare zuurstof en vloeibare waterstof en werden gebouwd door Pratt & Whitney Rocketdyne Division. De stuwstoffen werden meegevoerd in de grote externe tank en worden onder druk aan de motoren toegevoerd. Elke hoofdmotor kon via een hydraulisch stuursysteem tot 10,5 graden in beide richtingen zwenken om de richting van de stuwkracht te regelen en zo de stabiliteit van de vlucht te garanderen. De hoofdmotoren konden over een bereik van 65% tot 109% van hun nominale vermogen geregeld worden. Hierbij gold 100% voor een stuwkracht van 1700 kN (170 ton). Op zeeniveau werd de motorstuwkracht op 104% gebracht. Na 45 seconden werd de motorstuwkracht verminderd tot 72% om te voorkomen dat de krachten op de shuttle te groot werden wanneer hij door de maximale dynamische druk (Max-Q) ging. Na 75 seconden werd de motorstuwkracht weer opgevoerd tot 104%.
De hoofdmotoren werden ontworpen voor een levensduur van 7,5 uur (55 lanceringen). De hoofdmotoren zijn 4,3 m lang, met een diameter van 2,3 m onderaan de straalpijp.
De brandstof werd in twee stappen op druk gebracht. De eerste stap (de Low Pressure Fuel Turbopump, LPFTP) bracht de druk op 19 bar. De tweede stap was een hogedrukcentrifugaalpomp (High-Pressure Fuel Turbopump, HPFTP) en bracht de druk op 450 bar.
De vloeibare zuurstof werd eveneens in twee stappen op druk gebracht. De eerste stap (de Low Pressure Oxidizer Turbopump, LPOTP) bracht de druk op 29 bar. De tweede stap was een hogedrukcentrifugaalpomp (High-Pressure Oxidizer Turbopump, HPOTP) en bracht de druk op 300 bar.
Energie voor aandrijving van de hogedrukstuwstofpompen kwam van voorverbranding van de stuwstoffen, waarmee meertrapsturbines werden aangedreven. Als maximale vermogens voor de stuwstofpompen werd 53 MW voor de brandstofpompen en 17 MW voor de zuurstofpompen opgegeven.

### Hitteschild

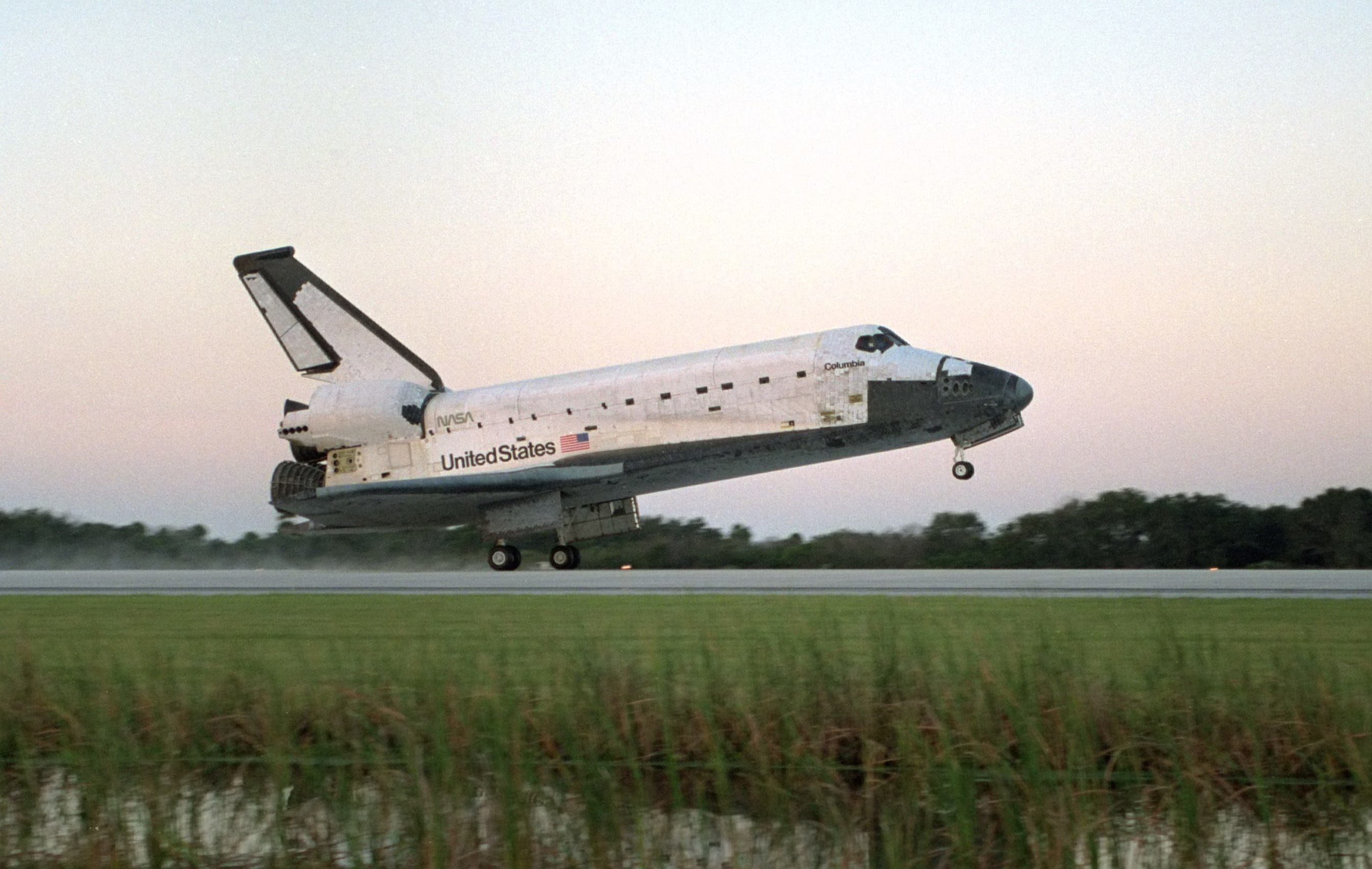
Landing van Columbia, foto: NASA

Tijdens het begin van de landing werd de kinetische energie van de shuttle via wrijving met de atmosfeer omgezet in warmte (thermische energie). Zonder speciale maatregelen in de vorm van een hitteschild zou de constructie van de shuttle smelten of zelfs verdampen. Het aluminium van de shuttle mag niet warmer worden dan 180 °C. De onderzijde van het hitteschild bereikte een temperatuur van 1700 °C.
Het hitteschild bestond uit diverse materialen zoals thermische tegels (aan de romp en onderkant), thermische isolatiedekens (laaddeuren en stuwkolommen (OMS)) en versterkte koolstofpanelen (aan de vleugelranden en neuskegel).

#### Thermische tegels
De hele onderzijde van de spaceshuttle was bedekt met zwarte thermische tegels die bestand waren tegen temperaturen tot 1800 °C. Deze tegels zijn ongeveer 15×15 cm groot en bestonden uit een extreem licht keramisch materiaal, versponnen en gesinterd siliciumdioxide. De vorm van elke tegel was uniek, en als NASA nieuwe tegels nodig had moesten deze op bestelling worden gemaakt.
De dichtheid van de tegels was 150 gram per liter. De buitenkant van de tegels was zwart om de warmte-uitstraling te vergroten. De tegels zijn erg bros en kunnen daardoor geen vervorming opnemen. Daarom zijn ze op de huid van de shuttle bevestigd met een elastische lijmlaag, waarin bovendien een vezelige (Nomex) mat is opgenomen. De tegels werden aangebracht met een onderlinge spleet, om uitzetting door verhitting op te vangen.
Een witte variant van dezelfde tegels was bestand tegen temperaturen tot 950 °C en werd op de zijkant van de romp, de bovenkant van de OMS-pods en op de bovenkant van de neus van de spaceshuttle gebruikt.
Als de shuttle te veel vervormde of bewoog, sprongen de tegels los. Dit is met name gedurende de eerste vlucht van Columbia gebeurd, tijdens het transport op de rug van een Boeing 747. Toen verloor de shuttle bijna de helft van de al aangebrachte tegels. Hierop werd door NASA een gewijzigde lijmsoort ontwikkeld die de tegels beter vasthield. Ook bij de eerste lancering van Columbia viel een aantal tegels van de shuttle, maar gelukkig niet op kritieke plekken in het hitteschild.

#### Thermische isolatiedekens
De bovenkant van de vleugels, de laaddeuren en delen van de romp van de spaceshuttle waren bedekt met thermisch isolerende dekens. Deze dekens waren in tegenstelling tot de thermische tegels flexibel en waren makkelijker te onderhouden. Ze werden toegepast op plaatsen waar de temperatuur minder ver opliep tijdens de terugkeer in de atmosfeer, tot maximaal 650 °C.

#### Versterkte koolstofpanelen
De neus en voorranden van de vleugels zijn de delen van de spaceshuttle die het heetst werden tijdens de terugkeer in de atmosfeer. De temperatuur kon daar oplopen tot boven 1900 °C en daarvoor boden de zwarte thermische tegels onvoldoende bescherming. In plaats daarvan zijn op deze plaatsen met koolstofvezel en glasvezel versterkte panelen van zuivere koolstof aangebracht (Engels: RCC - Reinforced Carbon Carbon). Deze panelen waren extreem hittebestendig en veel steviger dan de thermische tegels, maar niet slagbestendig. Tijdens de lancering van Columbia voor de fatale missie STS-107 werd een koolstofpaneel in de rand van de linkervleugel geraakt door een stuk losgeraakt schuim van de externe tank. Hierdoor ontstond een gat in het paneel. Toen 16 dagen later de terugkeer werd ingezet, drong het superhete plasma door het gat de vleugel binnen en werd Columbia verwoest.

## Landing
Bij terugkeer op aarde landt de spaceshuttle als een vliegtuig op een landingsbaan, zoals op de foto rechtsboven is te zien.

## Bemanning en missies
De spaceshuttle kon kunstmatige satellieten meedragen voor hun ruimtemissie, of de bemanning gelegenheid geven reeds om de aarde draaiende kunstmanen te vervangen of te repareren. De ruimtevlucht van Wubbo Ockels in 1985 was de eerste waarbij de maximale bemanningscapaciteit van acht ruimtevaarders werd benut. Ook kon de spaceshuttle dienen als vervoermiddel naar en van permanente ruimtestations. Van de bemanning maakten altijd twee piloten deel uit. De andere astronauten hielden zich bezig met de taak van de vlucht.

## Proefvluchten

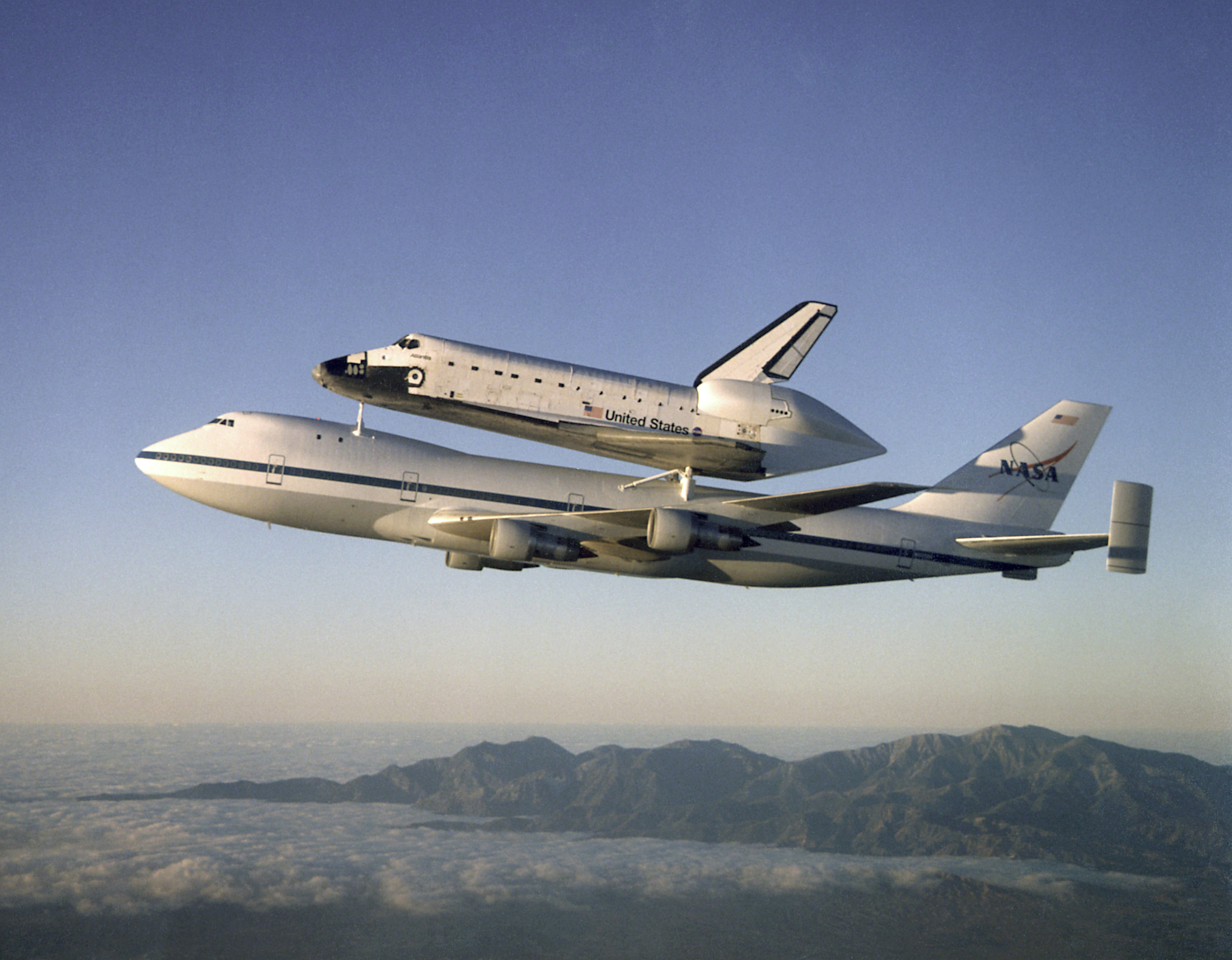
Atlantis getransporteerd door de Shuttle Carrier Aircraft (1998)

Met Enterprise zijn uitgebreide proefvluchten genomen. Enterprise werd hiervoor op een speciaal hiervoor aangepaste Boeing 747, een Shuttle Carrier Aircraft, geplaatst. Ook werd daarmee de spaceshuttle getransporteerd. Op die manier is ook een promotievlucht gemaakt langs Frankrijk en Engeland. Daarbij werd ook laag over de Nederlandse kustprovincies gevlogen.

## Technische kenmerken
- Hoogte inclusief externe brandstoftank en hulpraketten: 56,14 m
- Hoogte van orbiter: 37,23 meter lang
- Spanwijdte: 23,79 meter
- Startgewicht: 2.041.166 kilogram (varieert per vlucht)
- Landingsgewicht: 104.326 kilogram (varieert per vlucht)
- Maximum laadgewicht: 28.803 kilogram (varieert per orbiter)
- Baanhoogte: 185 tot 643 kilometer
- Snelheid: 27.875 km/u (varieert per baanhoogte)

## De gebouwde Spaceshuttles
NASA heeft in totaal 8 shuttles laten bouwen:
Test-Spaceshuttles
- Pathfinder (Stalen frame voor testen, wordt nu tentoongesteld)
- Enterprise (OV 101*) (Shuttle gebouwd voor testen binnen de atmosfeer, wordt nu tentoongesteld)

Operationele shuttles
- Columbia (OV 102*, verongelukt tijdens terugkeer op 1 februari 2003)
- Challenger (STA 99 / OV 99*, verongelukt tijdens start op 28 januari 1986)
- Discovery (OV 103*) (sinds 9 maart 2011 buiten dienst gesteld)
- Atlantis (OV 104*) (sinds 21 juli 2011 buiten dienst gesteld)
- Endeavour (OV 105*) (sinds 1 juni 2011 buiten dienst gesteld)

(*OV staat voor 'Orbiter Vehicle')
Replica's
- Independence (tot 5 oktober 2013 heette deze replica Explorer)

## Lijst met lanceringen
Dit is een lijst met alle lanceringen vanaf 1981 tot 2001:
| Jaar | Naam     | Lancering    | Landing                       | Crew | Afgelegde afstand (miljoenen kilometers) |
| ---- | -------- | ------------ | ----------------------------- | ---- | ---------------------------------------- |
| 1981 | STS-1    | 12 april     | 14 april                      | 2    | 1,72                                     |
| 1981 | STS-2    | 12 november  | 14 november                   | 2    | 1,72                                     |
| 1982 | STS-3    | 22 maart     | 30 maart                      | 2    | 5,34                                     |
| 1982 | STS-4    | 27 juni      | 4 juli                        | 2    | 4,64                                     |
| 1982 | STS-5    | 11 november  | 16 november                   | 4    | 3,36                                     |
| 1983 | STS-6    | 4 april      | 9 april                       | 4    | 3,36                                     |
| 1983 | STS-7    | 18 juni      | 24 juni                       | 5    | 4                                        |
| 1983 | STS-8    | 30 augustus  | 5 september                   | 5    | 4                                        |
| 1983 | STS-9    | 28 november  | 8 december                    | 6    | 6,88                                     |
| 1984 | STS-41-B | 3 februari   | 11 februari                   | 5    | 5,28                                     |
| 1984 | STS-41-C | 6 april      | 13 april                      | 5    | 4,64                                     |
| 1984 | STS-41-D | 30 augustus  | 5 september                   | 6    | 4                                        |
| 1984 | STS-41-G | 5 oktober    | 13 oktober                    | 7    | 5,28                                     |
| 1984 | STS-51-A | 8 november   | 16 november                   | 5    | 5,28                                     |
| 1985 | STS-51-C | 24 januari   | 27 januari                    | 5    | 2,08                                     |
| 1985 | STS-51-D | 12 april     | 19 april                      | 7    | 4,64                                     |
| 1985 | STS-51-B | 29 april     | 6 mei                         | 7    | 4,64                                     |
| 1985 | STS-51-G | 17 juni      | 24 juni                       | 7    | 4,64                                     |
| 1985 | STS-51-F | 29 juli      | 6 augustus                    | 7    | 5,28                                     |
| 1985 | STS-51-I | 27 augustus  | 6 september                   | 5    | 4,64                                     |
| 1985 | STS-51-J | 3 oktober    | 7 oktober                     | 5    | 2,72                                     |
| 1985 | STS-61-A | 30 oktober   | 6 november                    | 8    | -                                        |
| 1985 | STS-61-B | 26 november  | 3 december                    | 7    | 4,48                                     |
| 1986 | STS-61-C | 12 januari   | 18 januari                    | 7    | 4                                        |
| 1986 | STS-51-L | 28 januari   | Explodeerde 73 s na lancering | 7    | 28,8 km                                  |
| 1988 | STS-26   | 29 september | 3 oktober                     | 5    | 2,72                                     |
| 1988 | STS-27   | 2 december   | 6 december                    | 5    | 2,88                                     |
| 1989 | STS-29   | 13 maart     | 18 maart                      | 5    | 3,2                                      |
| 1989 | STS-30   | 4 mei        | 8 mei                         | 5    | 2,72                                     |
| 1989 | STS-28   | 8 augustus   | 13 augustus                   | 5    | 3,36                                     |
| 1989 | STS-34   | 18 oktober   | 23 oktober                    | 5    | 3,2                                      |
| 1989 | STS-33   | 22 november  | 27 november                   | 5    | 3,36                                     |
| 1990 | STS-32   | 9 januari    | 20 januari                    | 5    | 7,2                                      |
| 1990 | STS-36   | 28 februari  | 4 maart                       | 5    | 3,04                                     |
| 1990 | STS-31   | 24 april     | 29 april                      | 5    | 3,36                                     |
| 1990 | STS-41   | 6 oktober    | 10 oktober                    | 5    | 2,72                                     |
| 1990 | STS-38   | 15 november  | 20 november                   | 5    | 3,2                                      |
| 1990 | STS-35   | 2 december   | 10 december                   | 7    | 5,92                                     |
| 1991 | STS-37   | 5 april      | 11 april                      | 5    | 4                                        |
| 1991 | STS-39   | 28 april     | 6 mei                         | 7    | 5,6                                      |
| 1991 | STS-40   | 5 juni       | 14 juni                       | 7    | 6,08                                     |
| 1991 | STS-43   | 2 augustus   | 11 augustus                   | 5    | 5,92                                     |
| 1991 | STS-48   | 12 september | 18 september                  | 5    | 3,52                                     |
| 1991 | STS-44   | 24 november  | 1 december                    | 6    | 4,64                                     |
| 1992 | STS-42   | 22 januari   | 30 januari                    | 7    | 4,64                                     |
| 1992 | STS-45   | 24 maart     | 2 april                       | 7    | 5,12                                     |
| 1992 | STS-49   | 7 mei        | 16 mei                        | 7    | 5,92                                     |
| 1992 | STS-50   | 25 juni      | 9 juli                        | 7    | 9,28                                     |
| 1992 | STS-46   | 31 juli      | 8 augustus                    | 7    | 5,28                                     |
| 1992 | STS-47   | 12 september | 20 september                  | 7    | 5,28                                     |
| 1992 | STS-52   | 22 oktober   | 1 november                    | 6    | 6,56                                     |
| 1992 | STS-53   | 2 december   | 9 december                    | 5    | -                                        |
| 1993 | STS-54   | 13 januari   | 19 januari                    | 5    | -                                        |
| 1993 | STS-56   | 8 april      | 17 april                      | 5    | 6,24                                     |
| 1993 | STS-55   | 26 april     | 6 mei                         | 7    | 6,72                                     |
| 1993 | STS-57   | 26 juni      | 1 juli                        | 6    | 6,56                                     |
| 1993 | STS-51   | 12 september | 22 september                  | 5    | 6,56                                     |
| 1993 | STS-58   | 18 oktober   | 1 november                    | 7    | 9,28                                     |
| 1993 | STS-61   | 2 december   | 13 december                   | 7    | 7,04                                     |
| 1994 | STS-60   | 3 februari   | 11 februari                   | 6    | 5,44                                     |
| 1994 | STS-62   | 4 maart      | 18 maart                      | 5    | 9,28                                     |
| 1994 | STS-59   | 9 april      | 20 april                      | 6    | 7,52                                     |
| 1994 | STS-65   | 8 juli       | 23 juli                       | 7    | 9,76                                     |
| 1994 | STS-64   | 9 september  | 20 september                  | 6    | 7,2                                      |
| 1994 | STS-68   | 30 september | 11 oktober                    | 6    | 7,52                                     |
| 1994 | STS-66   | 3 november   | 14 november                   | 6    | 7,2                                      |
| 1995 | STS-63   | 3 februari   | 11 februari                   | 6    | 4,8                                      |
| 1995 | STS-67   | 2 maart      | 18 maart                      | 7    | 11,04                                    |
| 1995 | STS-71   | 27 juni      | 7 juli                        | 5    | 6,56                                     |
| 1995 | STS-70   | 13 juli      | 22 juli                       | 5    | 5,92                                     |
| 1995 | STS-69   | 7 september  | 18 september                  | 5    | 7,2                                      |
| 1995 | STS-73   | 20 oktober   | 5 november                    | 7    | 10,56                                    |
| 1995 | STS-74   | 12 november  | 20 november                   | 5    | 5,44                                     |
| 1996 | STS-72   | 11 januari   | 20 januari                    | 6    | 5,92                                     |
| 1996 | STS-75   | 22 februari  | 9 maart                       | 7    | 10,4                                     |
| 1996 | STS-76   | 22 maart     | 31 maart                      | 6    | 6,08                                     |
| 1996 | STS-77   | 19 mei       | 29 mei                        | 6    | 6,56                                     |
| 1996 | STS-78   | 20 juni      | 7 juli                        | 7    | 11,2                                     |
| 1996 | STS-79   | 16 september | 26 september                  | 7    | 6,24                                     |
| 1996 | STS-80   | 19 november  | 7 december                    | 5    | 11,2                                     |
| 1997 | STS-81   | 12 januari   | 22 januari                    | 7    | 6,56                                     |
| 1997 | STS-82   | 11 februari  | 21 februari                   | 7    | 6,65                                     |
| 1997 | STS-83   | 4 april      | 8 april                       | 7    | 2,4                                      |
| 1997 | STS-84   | 15 mei       | 24 mei                        | 8    | 5,76                                     |
| 1997 | STS-94   | 1 juli       | 17 juli                       | 7    | 9,92                                     |
| 1997 | STS-85   | 7 augustus   | 19 augustus                   | 6    | 7,52                                     |
| 1997 | STS-86   | 25 september | 6 oktober                     | 7    | -                                        |
| 1997 | STS-87   | 19 november  | 5 december                    | 7    | 10,4                                     |
| 1998 | STS-89   | 22 januari   | 31 januari                    | 8    | -                                        |
| 1998 | STS-90   | 17 april     | 3 mei                         | 7    | 10,4                                     |
| 1998 | STS-91   | 2 juni       | 12 juni                       | 7    | 6,08                                     |
| 1998 | STS-95   | 29 oktober   | 7 november                    | 7    | 5,76                                     |
| 1998 | STS-88   | 4 december   | 15 december                   | 6    | 7,52                                     |
| 1999 | STS-96   | 27 mei       | 6 juni                        | 7    | 6,08                                     |
| 1999 | STS-93   | 23 juli      | 27 juli                       | 5    | 2,88                                     |
| 1999 | STS-103  | 19 december  | 27 december                   | 7    | 5,12                                     |
| 2000 | STS-99   | 11 februari  | 22 februari                   | 6    | 6,56                                     |
| 2000 | STS-101  | 19 mei       | 29 mei                        | 7    | 6,56                                     |
| 2000 | STS-106  | 8 september  | 20 september                  | 7    | 7,84                                     |
| 2000 | STS-92   | 11 oktober   | 24 oktober                    | 7    | 7,84                                     |
| 2000 | STS-97   | 30 november  | 11 december                   | 5    | 7,2                                      |
| 2001 | STS-98   | 7 februari   | 20 februari                   | 5    | -                                        |
| 2001 | STS-102  | 8 maart      | 21 maart                      | 7    | -                                        |
| 2001 | STS-100  | 19 april     | 1 mei                         | 7    | -                                        |
| 2001 | STS-104  | 12 juli      | 24 juli                       | 5    | -                                        |
| 2001 | STS-105  | 10 augustus  | 22 augustus                   | 7    | -                                        |
| 2001 | STS-108  | 5 december   | 17 december                   | 7    | -                                        |

## Hergebruikte onderdelen
Nadat de laatste shuttle in 2011 landde, werden de drie overgebleven ruimteveren, na ontdaan te zijn van alle giftige stoffen, klaargemaakt voor tentoonstelling. Een aantal onderdelen werd echter verwijderd om later voor NASA's nieuwe raket, het Space Launch System (SLS), en het nieuwe ruimteschip, Orion, te gebruiken.
Zestien RS-25-hoofdmotoren zullen na upgrades dienstdoen op de core-stages (eerste trap) van de eerste vier vluchten. De onderdelen van de oorspronkelijk uit vier segmenten bestaande Solidrocketboosters zullen vijf segmenten tellende sideboosters vormen. De AJ10-190-motoren, waarmee de shuttle in de ruimte kon manoeuvreren, zijn aangepast om als hoofdmotor van de Europese servicemodule van de Orion-capsule te functioneren.
De Pegasus, het overkapte dekponton waarop de externe tanks van de Michoud Assembly Facility in Louisiana (waar ze werden gebouwd) naar het Kennedy Space Center vervoerd werden, is verlengd om ook de eerste trappen van het SLS te vervoeren.
Later zijn nog de drinkwatersystemen uit twee ruimteveren gehaald om in het ISS opnieuw gebruikt te worden.
Ook de fixed service structure, oftewel de toegangstoren van lanceercomplex 39A, is aangepast en wordt hergebruikt om ruimtevaarders en grondpersoneel toegang te bieden tot zowel de vrachtversie als de bemande variant van de Dragon 2 van SpaceX, een van de commerciële ruimteschepen die zowel de ruimtetaxifunctie als de vrachttransportfunctie van de shuttle overnam. De rotating service structure werd vanaf het voorjaar van 2016 afgebroken. Die afbraak nam twee jaar in beslag.
Ook het voertuig dat de shuttles na de landing naar de hangars vervoerde is nu in gebruik bij SpaceX. Het is aangepast om gelande Falcon 9- en Falcon Heavy-boosters terug naar de hangars te vervoeren. Het werd ook eenmalig gebruikt om een volledig geassembleerde Falcon 9 van Lanceerplatform 39A naar Lanceerplatform 40 te verplaatsen.
De Orbiter Processing Facility is nu in gebruik voor fabricage en onderhoud van Boeings ruimtevoertuigen X37B en Starliner.
Een van de highbays van het Vehicle Assembly Building werd ingericht voor de OmegA-raket van Northrop Grumman Innovation Systems waarvoor ook een van de mobiele lanceerplatforms zouden worden aangepast. De OmegA werd echter voortijdig geannuleerd en de aanpassingen werden niet voltooid. Een andere highbay en een mobiel lanceerplatform zijn na kort voor de geannuleerde Ares I-raket te zijn ingericht verbouwd voor het Space Launch System.
De Shuttle Landing Facility wordt gebruikt voor landingen van de Boeing X-37B en de Dream Chaser.
Firing room 4 van het Launch Control Center is in 2019 in gebruik genomen door SpaceX.

## Tentoonstellingen
De orbiters worden ieder op  een andere manier tentoongesteld. Ieder moet een deel van de missie vertegenwoordigen. Discovery staat in het Smithsonian op zijn wielen alsof deze net geland is. Atlantis hangt in het bezoekerscentrum van het Kennedy Space Center alsof deze in de ruimte vliegt met zijn vrachtruim geopend. Voor Endeavour wordt anno 2022 in het California Science Center in Los Angeles nog aan een installatie gewerkt waarin deze met boosters en externe tank verticaal wordt geplaatst als op een lanceerplatform. De tentoonstellingsreplica Independence staat op het bezoekerscentrum van het Johnson Space Center in Houston bovenop een Spaceshuttle Carrier Aircraft opgesteld. En prototype Enterprise hangt in het Intrepid in New York met zijn neuswielen los van de grond alsof deze net touchdown heeft gemaakt en de voorwielen nog de grond nog moeten raken.

## Trivia
- De mechanieken van de luiken van het vrachtcompartiment waren ontworpen om de luiken in de ruimte te kunnen openen. Op Aarde waren ze onder invloed van de zwaartekracht daarvoor niet sterk genoeg en waren er zowel in horizontale als in verticale stand externe hulpstukken nodig om de luiken te openen en te sluiten.

## Afbeeldingen

Tekening van Challenger
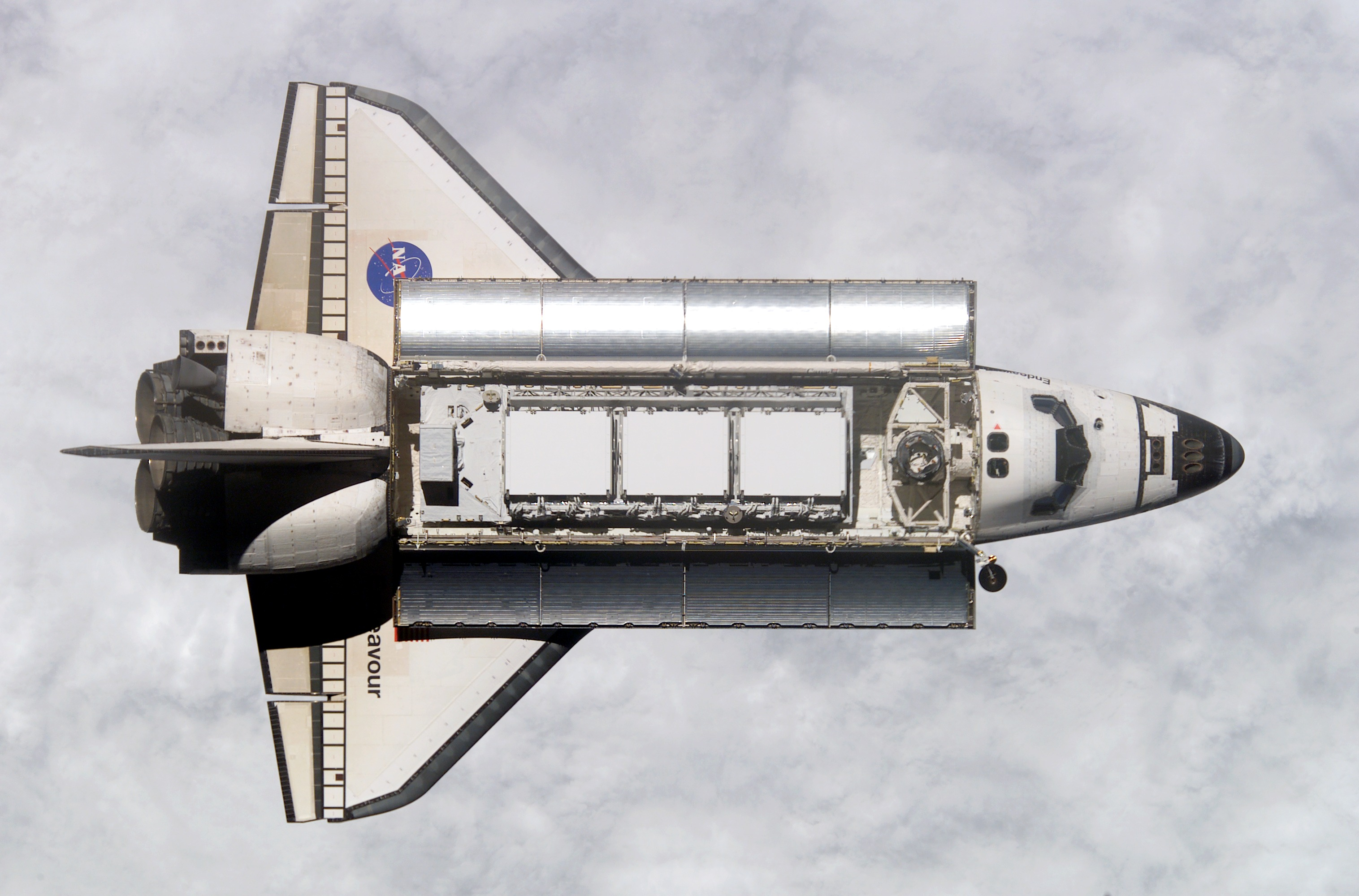
Endeavour levert een onderdeel van het ISS af
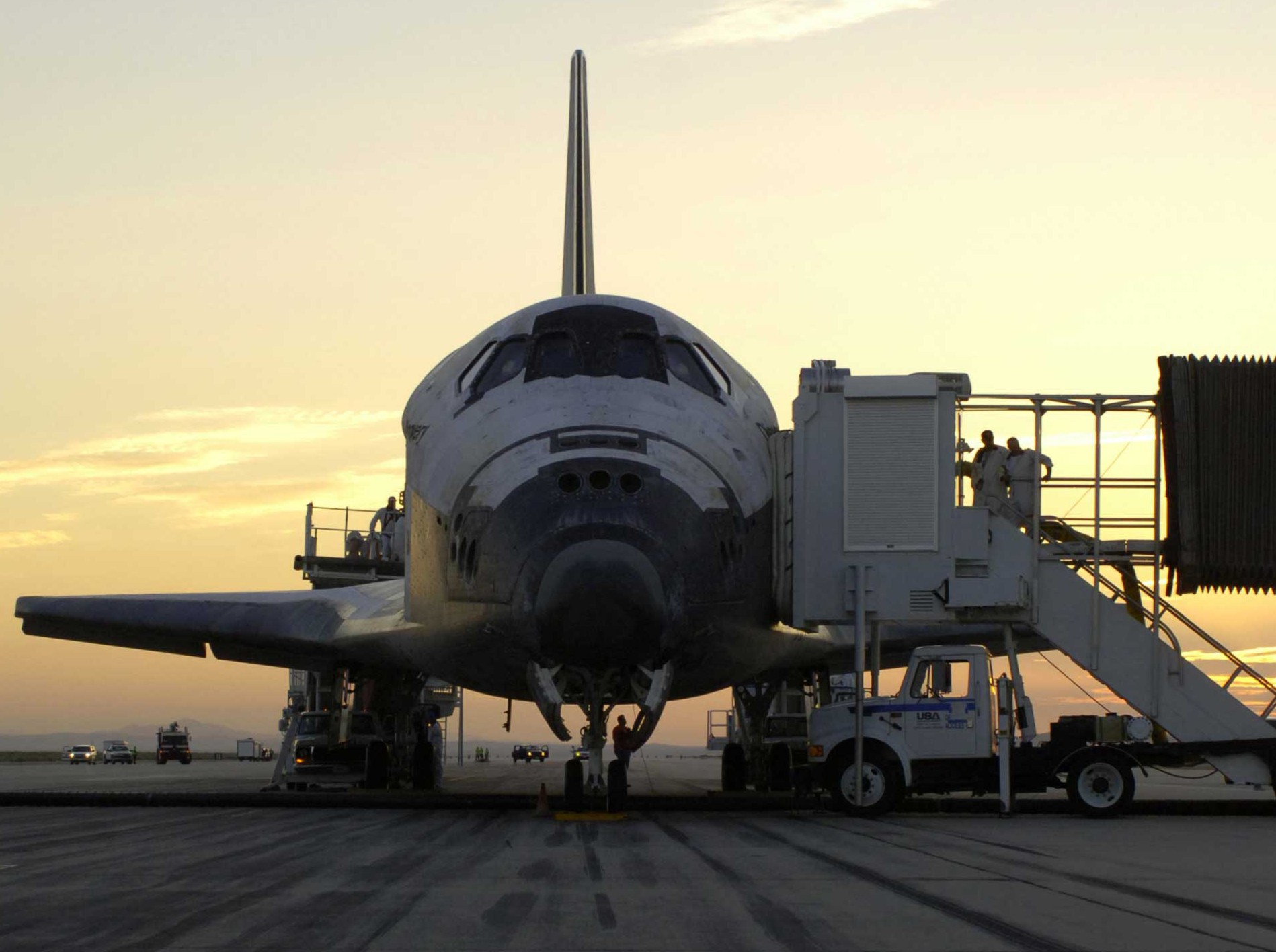
Discovery is geland na een succesvolle missie